# Lloret de Vistalegre
Lloret de Vistalegre település Spanyolországban, a Baleár-szigeteken. Lloret de Vistalegre Algaida, Sencelles, Costitx, Sineu, Sant Joan és Montuïri községekkel határos. Lakosainak száma 1619 fő (2024).

## Népesség
A település népessége az elmúlt években az alábbi módon változott:
| Lakosok száma | 966  | 1107 | 1149 | 1275 | 1290 | 1251 | 1257 | 1372 | 1465 | 1619 |
|               | 2001 | 2004 | 2006 | 2009 | 2011 | 2014 | 2016 | 2019 | 2021 | 2024 |